# Acanthobrama terraesanctae
Acanthobrama terraesanctae е вид лъчеперка от семейство Шаранови (Cyprinidae).

## Разпространение
Видът е разпространен в Галилейското езеро в Израел и езерото Музариб в Сирия.